# 砧大蔵
砧 大蔵（きぬた だいぞう、1962年11月2日 - 2005年4月6日）は、日本の小説家、漫画原作者。日本大学文理学部社会学科卒業。本名は樋口知之。日本推理作家協会会員。

## 略歴
ペンネームの砧大蔵は仕事で縁のあった東宝撮影所のある「砧」、東宝ビルト（円谷作品などテレビ作品をメインにするスタジオ）のある「大蔵（おおくら）」から命名された。
幼少時、実家室内が『ウルトラセブン』のロケに使われたことがある。
小学生の時、高機能自閉症と診断されている。大学時代に放送研究会に所属し、在学時から映像関係の仕事に携わる。東宝映画のプロデューサー田中友幸に知遇を得、アシスタントとして1984年、『零戦燃ゆ』の制作に参加。軍事知識を買われ田中友幸が手がけたゴジラシリーズなどでブレーンとして活躍する。大学卒業後、アサツーインターナショナル（現在のADKインターナショナル）に入社、三菱GTOなどのCF製作に携わる。在職中から『コンバットコミック』などで戦記漫画の原作を手掛け、1998年、『沈黙の戦士』（学研歴史群像新書）で作家デビュー。
漫画『ザ・ワールド・イズ・マイン』（新井英樹著）ではブレーンとして参加、綿密な武器の描写に協力する。また、物語の主題である主人公モンの言葉「俺は俺を肯定する。」は、砧大蔵が新井英樹に実存主義をレクチャーする時に生まれている。砧大蔵は後に「あの台詞は実存主義・『個人主義』の暴走を揶揄した言葉であり、けして肯定的な表現で用いたのではない」と発言している。このように『ザ・ワールド・イズ・マイン』へ思想的に大きな影響を与えており、最終14巻巻末の「著者謝辞」においてはスペシャルサンクスとして砧大蔵の本名、樋口知之が記されている。
2001年、アサツーインターナショナルを退社しフリーとなる。
2005年4月6日、自殺。享年42。

## 作品リスト
- 『沈黙の戦士』
- 『新機動空母あかぎ』全3巻
- 『機動要塞「大和」』全4巻
- 『北朝鮮ゲリラ侵攻 自衛隊特殊部隊ブラックアウルズ』
- 『スーパー独立戦艦「水戸」』
- 『漂流自衛隊』1～5巻
- 『日本再占領』
- 『ザ・クーデター』
- 『日朝激突』
- 『新宿ローンウルフ』
- 『機動要塞「大和」』（文庫版）
- 『日中激突』